# Банберийская слойка
Банберийская слойка (англ. Banbury cake) — английская выпечка овальной формы, обычно с коринкой. С середины 1800-х годов банберийские слойки были больше похожи на экклские слойки, но более ранние их версии сильно отличаются от современной выпечки. Помимо изюма, начинка обычно включает цедру, коричневый сахар, ром и мускатный орех. Традиционно их подают к послеобеденному чаю.
Когда-то производившиеся и продававшиеся исключительно в Банбери банберийские слойки производились по секретным рецептам с 1586 года и до сих пор производятся там, хотя и не в таком количестве. Слойки когда-то отправляли даже в Австралию, Ост-Индию и Америку, обычно в плетёных корзинах местного производства. Они продавались в закусочных на вокзалах в Англии.
Банберийские слойки впервые были приготовлены Эдвардом Велчманом, чей магазин находился на Парсонс-стрит. Рецепты были опубликованы Джервасом Маркемом (в The English Huswife (1615), с. 75-76) и других книгах в течение XVII века. Эти рецепты обычно сильно отличаются от современных слоек; более поздние рецепты больше похожи на тарт или треугольный пирожок с начинкой, чем на слойки. Рецепт елизаветинских времён включает вкусовые добавки, такие как мускус и розовую воду, которые обычно не используются в современном приготовлении.
Королева Виктория получала банберийские слойки каждый август во время её путешествия из Осборн-хауса в замок Балморал.